# Špenát
Špenát (Spinacia) je rod rostlin z čeledi laskavcovitých, ve starších taxonomických systémech byla řazena do čeledi merlíkovité (Chenopodiaceae). Nejznámějším druhem tohoto rodu je špenát setý. Do Evropy se dostal díky křižáckým výpravám kolem 16. století, avšak první zmínky o této rostlině pocházejí již z 10. století. 

## Prospěšnost zdraví
Špenát je zdraví prospěšný, neboť je vynikajícím zdrojem těchto vitamínů a minerálů:
- Vitamin A. Špenát má vysoký obsah karotenoidů, které vaše tělo může proměnit na vitamin A .
- Vitamin C. Tento vitamin je silný antioxidant, který podporuje zdraví pokožky a imunitní funkce.
- Vitamin K1. Tento vitamin je nezbytný pro srážení krve. Je pozoruhodné, že jeden list špenátu obsahuje více než polovinu vašich denních potřeb.
- Kyselina listová. Tato sloučenina, známá také jako folát nebo vitamin B9, je nezbytná pro těhotné ženy a je nezbytná pro normální funkci buněk a růst tkání.
- Železo. Špenát je vynikajícím zdrojem tohoto základního minerálu. Železo pomáhá vytvářet hemoglobin, který přivádí kyslík do tkání vašeho těla. Obsah železa ve špenátu je nicméně stejný jako v kterékoliv jiné listové zelenině.
- Vápník. Tento minerál je nezbytný pro zdraví kostí a rozhodujícím signálním prvkem pro váš nervový systém, srdce a svaly.

Špenát také obsahuje několik dalších vitamínů a minerálů, včetně draslíku, hořčíku a vitamínů B6 a E.